# Долен Локвишки мост
Долният Локвишки мост (на гръцки: Κάτω γεφύρι στα Λακκοβίκια) е стар каменен мост в Егейска Македония, Гърция, в кушнишкото село Локвица (Месолакия).
Мостът е по-големият от двата моста на Локвица, които са на около 1500 метра един от друг и свързват един и същи поток в Кушница - Дере. От техния стил можем да се заключи, че са изработени от едни и същи майстори по едно и също време, вероятно в началото на XIX век. Мостът е на пътя свързващ Локвица с Долна Локвица (Офринио) и пристанището Чаязи в устието на Струма.
Арката му се състои от ред камъни, увенчани на върха с втори по-малък ред. Забележителна особеност на моста е наличието откъм долната страна на течението на крипта, която е открита случайно поради ерозията. Професор Томас Спанос споменава, че отстрани на моста има е било изображение на Дева Мария с Младенеца, което иманярите приемат като знак за съкровища и унищожават заедно със знака и историческата следи. Впечатление прави и широкият калдъръм след моста в посока Локвица, дълъг около 150 m, който се опира на стръмния склон с дълъг каменен зид.